# Белазарішкіс (Расейняйський район)
Белазарішкіс (Belazariškis) — село у Литві, Расейняйський район, Пагоюкайське староство, знаходиться за 1 км від села Восілішкіс. Станом на 2001 рік у селі проживало 5 людей.

## Принагідно
- мапа із зазначенням місцерозташування [Архівовано 4 липня 2017 у Wayback Machine.]

| Литва | Це незавершена стаття з географії Литви. Ви можете допомогти проєкту, виправивши або дописавши її. |